# ヒョウタンカズラ
ヒョウタンカズラ Coptosapelta diffusa は、アカネ科の蔓植物。果実が小さいながらもひょうたんに似た形をしている。

## 特徴
常緑性の半蔓性の低木。茎は細く、枝分かれして広がり、長さ2-5mになる。茎の断面は円形、若い枝には淡褐色の粗い毛が生える。葉は対生で、披針状長楕円形から楕円状披針形で長さ4-7cm、幅1-2.5cmで、先端は伸びて尖り、基部が丸みを持ち、縁は滑らかだが毛が生えている。葉質は革質で、表面には長い毛が伏せるように生えているが、後に主脈状以外は無毛になる。裏面も葉脈上に毛がある。側脈は4-5対あり、裏側からは見やすい。葉柄は長さ3-5mmで毛がある。托葉は三角形で長さ1.5mm。
花期は5-6月。花は葉腋に1つずつ生じる。花柄は長さ5-9mm、細くて毛がある。萼は鐘形で長さ2mm、有毛、先端は長さ0.7mm程の歯5つに分かれる。花冠は白く、基部は筒状で長さ1.2-1.5cmで幅1.2mmで外面は有毛。その先端は5つに分かれて開き、径7mmほど。雄蕊は筒部の内側にあって葯は線形で長さ4mm。果実は歪んだ球形で径5-7mmで、中央に2個の縦溝があり、そのために果実の形はヒョウタン形になる。種子は平盤状で径1mm。
果実の形がヒョウタンに似ていることからこの名がある。

## 分布と生育環境
奄美大島以南の琉球列島に見られる他、台湾と中国大陸からも知られる。マツ林や山林の林縁に見られる。

## 分類
ヒョウタンカズラ属には東アジアから東南アジアにかけて13種があり、日本からは本種のみが知られる。